# 国立成育医療研究センター
国立研究開発法人国立成育医療研究センター（こくりつせいいくいりょうけんきゅうセンター、National Center for Child Health and Development, NCCHD）は、東京都世田谷区にある、日本の厚生労働省所管の国立研究開発法人で、国立高度専門医療研究センター（ナショナルセンター）である。

## 概要
2010年4月、「高度専門医療に関する研究等を行う独立行政法人に関する法律」に基づき、厚生労働省所管の施設等機関であった旧国立成育医療センターが組織移行する形で発足した。
胎児から始まって、新生児、小児、思春期を経て次世代を育成する成人世代、すなわちリプロダクションサイクルに生じる疾患に対する医療と研究を推進する目的で2002年3月1日に設立された。
病院と研究所とが一体となって、難病に悩む患者やその家族に対し、安全性と有効性が充分に検証された高度先駆的医療を提供する。同時に、小児救急医療、周産期医療を含めた成育医療全般に関しては、チーム医療、継続的医療に配慮したモデルを確立し、これらを全国的に展開することを目的としている。周産期母子医療センターおよび小児救命救急センターの認定施設。
2016年には、"30 Most Technologically Advanced Children’s Hospitals in the World"（世界で最も技術的に先進的な30の小児病院）の一つとして選出された。
2024年10月9日時点、世田谷区選挙管理委員会より、不在者投票のできる施設の一つとして指定されている。

## 沿革
- 2002年3月：国立大蔵病院と国立小児病院（世田谷区太子堂）を統合し、旧・国立大蔵病院の所在地に国立成育医療センターとして設立。
- 2010年4月：独立行政法人へ移行、独立行政法人国立成育医療研究センターに改称。
- 2015年4月：国立研究開発法人へ移行、国立研究開発法人国立成育医療研究センターに改称。
- 2024年10月1日：「女性の健康総合センター」開設[3]。

## 歴代総長
- 柳澤正義（名誉総長）

## 系譜
| 戦前 （衛戍病院・陸軍病院） | 戦前 （衛戍病院・陸軍病院）   | 戦前 （衛戍病院・陸軍病院） | 戦後 （旧厚生省直営） | 戦後 （旧厚生省直営） | 現在 （独立行政法人等）                             |
| --------------------------- | ----------------------------- | --------------------------- | --------------------- | --------------------- | --------------------------------------------------- |
| 東京第一衛戍病院（陸軍）    | 臨時東京第一陸軍病院          | 臨時東京第一陸軍病院        | 国立東京第一病院      | 国立病院医療センター  | 国立国際医療研究センター                            |
| 東京第二衛戍病院（陸軍）    | 東京第二陸軍病院              | 東京第二陸軍病院            | 国立世田谷病院        | 国立小児病院          | 国立成育医療研究センター （旧国立成育医療センター） |
| 東京第二衛戍病院（陸軍）    | 東京第二陸軍病院 大蔵臨時分院 | 東京第四陸軍病院            | 国立大蔵病院          | 国立大蔵病院          | 国立成育医療研究センター （旧国立成育医療センター） |
| ‐                           | 臨時東京第三陸軍病院          | 臨時東京第三陸軍病院        | 国立相模原病院        | 国立相模原病院        | 国立病院機構相模原病院                              |

## 組織
| 研究所 - 小児血液・腫瘍研究部 - 分子内分泌研究部 - 免疫アレルギー・感染研究部 - 成育遺伝研究部 - ゲノム医療研究部 - システム発生・再生医学研究部 - 薬剤治療研究部 - 周産期病態研究部 - 社会医学研究部 - 政策科学研究部 - 医療機器開発部 - 共同研究管理室 - 実験動物管理室 - RI管理室 - マススクリーニング研究室 - 小児慢性特定疾病情報室 - 先端医療開発室 - 高度先進医療研究室 - 視覚科学研究室 - 好酸球性消化管疾患研究室 - 医用深層学習研究室 - 再生医療センター - バイオバンク - 衛生検査センター 臨床研究センター - 企画運営部 - 開発推進部 - データ管理部 - 臨床研究教育部 - 開発企画主幹 | 病院 - 総合診療部 - 総合診療科 - 在宅診療科 - 救急診療科 - 緩和ケア科 - 器官病態系内科部 - 消化器科 - 循環器科 - 呼吸器科 - 神経内科 - 腎臓・リウマチ・膠原病科 - 小児炎症性腸疾患（IBD）センター - 生体防御系内科部 - 免疫科 - 内分泌・代謝科 - 感染症科 - 遺伝診療科 - アレルギーセンター - 小児がんセンター - 血液腫瘍科，固形腫瘍科，脳神経腫瘍科，移植・細胞治療科 - 腫瘍外科 - 血液内科 - がん緩和ケア科 - 長期フォローアップ科 - 小児がん免疫診断科 - 小児がんデータ管理科 - 臓器・運動器病態外科部 - 小児外科 - 脳神経外科 - 心臓血管外科 - 整形外科 - 泌尿器科 - リハビリテーション科 - 発達評価支援室 - 感覚器・形態外科部 - 形成外科 - 耳鼻咽喉科 - 眼科 - 皮膚科 - 歯科 - こころの診療部 - 乳幼児メンタルヘルス診療科 - 児童・思春期メンタルヘルス診療科 - 児童・思春期リエゾン診療科 | - 手術・集中治療部 - 集中治療科 - 麻酔科・疼痛管理科・成人麻酔科 - 周産期・母性診療センター - 産科 - 胎児診療科 - 新生児科 - 産科麻酔科 - 不育診療科・妊娠免疫科 - 母性内科 - 不妊診療科 - プレコンセプションケアセンター - 妊娠と薬情報センター - 臓器移植センター - 放射線診療部 - 放射線診断科 - 放射線治療科 - 臨床検査部 - 生理検査室 - 検体検査室 - 高度先進検査室 - 細菌検査 - 採血室 - 輸血検査室 - ライソゾーム病センター - 病理診断部 - 高度感染症診断部 - 医療連携・患者支援センター - 教育研修センター - 感染制御部 - 感染防御対策室 - 栄養管理部 - 医療安全管理部 - 医療安全管理室 - 子どもの生活安全対策室 - 薬剤部 - 看護部 - もみじの家 - チャイルドライフサービス室 - MEセンター - 運営部 - 総務部 - 人事部 - 企画経営部 - 財務経理部 |

## 医療機関の指定等
- 保険医療機関 労災保険指定医療機関
- 生活保護指定医療機関
- 自立支援医療指定医療機関（更生医療）
- 自立支援医療指定医療機関（育成医療）
- 養育医療指定医療機関
- 児童福祉法による助産施設
- 脳死下臓器提供可能施設
- 母体保護法指定医の配置されている医療機関
- 精神保健指定医の配置されている医療機関
- 身体障害者福祉法指定医の配置されている医療機関
- 東京型ドクターヘリ協力病院
- 救急告示病院
- 臨床研修指定病院
- 特定承認保険医療機関
- 小児心臓移植実施施設

## 院内施設
- レストラン「つばさ」（12階）
- 売店「バラエティーショップくれよん」（5階）
- コインランドリー（5階）
- ベーカリー「ぐうちょきパン」（地下1階）
- 売店「チルドレンズショップ」（地下1階）
- ボランティアショップ「タン・トン・トン」（地下1階）

## 周辺環境
- ドナルド・マクドナルド・ハウスせたがや
- 砧公園

## 交通アクセス
出典 : 
電車
- 小田急小田原線祖師ヶ谷大蔵駅徒歩20分

バス
| 乗車駅       | 系統                        | 下車停留所                 | 運行事業者 |
| ------------ | --------------------------- | -------------------------- | ---------- |
| 二子玉川駅   | 玉31 成育医療研究センター行 | 「成育医療研究センター」   | ■東急      |
| 成城学園前駅 | 玉31・等12・用06・渋24      | 「成育医療研究センター前」 | ■東急      |
| 渋谷駅       | 渋26                        | 「成育医療研究センター前」 | ■小田急    |